# 亞歷山大·佩特科夫
亞歷山大·佩特科夫（羅馬尼亞語：Alexandr Petkov；1972年11月27日—），摩爾多瓦政治家，曾經擔任摩爾多瓦議會議員，2023年11月19日起擔任伯爾齊市長。